# Miki Fujimoto
Miki Shōji (庄司 美貴 Shōji Miki?,  Takikawa, Hokkaidō, Japón, 26 de febrero de 1985), más conocida por su nombre de nacimiento de Miki Fujimoto (藤本 美貴 Fujimoto Miki?), es una cantante y actriz japonesa. Después de fracasar en la audición para unirse a la cuarta generación del grupo de pop femenimo Morning Musume, Fujimoto debutó como cantante solista con Hello! Project en 2002, con el sencillo Aenai Nagai Nichiyōbi. Un año más tarde, Fujimoto se unió a Morning Musume como parte de la sexta generación y se convirtió en la líder del grupo en 2007 por muy poco tiempo.

## Primeros años
Fujimoto nació y creció en la ciudad de Takikawa, Hokkaidō. Tiene un hermano mayor, con quien ganó un caso de difamación en 2009.

## Carrera

### Primeros años
Ella audicionó para avex dream 2000 en 1999, cantando "Depend on you" de Ayumi Hamasaki, pero no pudo ganar. El siguiente año, 2000, Fujimoto participó en la tercera audición de Morning Musume con la esperanza de convertirse en miembro de cuarta generación. Pero no llegó a las finales, Hello! Project le ofrecio ser una aprendiz para un próximo debut. Durante ese periodo de aprendizaje, trabajo de recepcionista en UP-FRONT AGENCY.

### Carrera en solitario
Fujimoto originalmente comenzó su carrera como solista en 2002, convirtiéndose en la primera de seis miembros en debutar en Hello! Project después de perder las audiciones de Morning Musume audition en 2000.
En octubre de 2002, Fujimoto fue colocado en la unidad musical "Gomattou", junto con otras dos solistas de pop de Hello! Proyect, Maki Goto (exmiembro de Morning Musume) y Aya Matsuura. También fue miembro de la Shuffle unit anual Odoru 11.
El 26 de febrero, después de cumplir 18, lanzó su primer álbum, MIKI 1. Ese álbum sería su último trabajo en solitario, ya que después de su actuación en Kohaku Uta Gassen en año nuevo, el productor Tsunku la añadió a Morning Musume como miembro de la sexta generación. Con 5 canciones en solitario, más un álbum y una gira, Fujimoto fue una adición sorpresa a Morning Musume.
Fujimoto cantó muchas de las líneas principales en las canciones de Morning Musume, especialmente después de la graduación de Natsumi Abe. Ella y su colega, Asami Konno, también participaron en Country Musume, un grupo con chicas nativas de Hokkaidō, tales como Miki y Asami (sin embargo, se ha sabido que el grupo también incluyó miembros de fuera de Hokkaidō, como Rika Ishikawa y Miuna Saito).
En 2005, Mari Yaguchi, la líder de Morning Musume, dejó repentinamente el grupo, y Fujimoto se convirtió en sub-líder.

## Vida personal
En marzo de 2009, anunció su compromiso con Tomoharu Shōji y su graduación de Hello! Project. Fujimoto y Shoji se casaron el 3 de julio de 2009 en Hawái. El 27 de marzo de 2012, Fujimoto dio a luz al primer hijo, un niño.
Fuera de su carrera como artista intérprete o ejecutante, Fujimoto ha abierto una cadena de restaurantes de yakiniku en Japón. El primer Yakinuku Mikitei abrió en su cumpleaños número 26, el 26 de febrero de 2011, con mucho éxito. Se abrieron otros tres restaurantes. La cadena de restaurantes fue efímera y se cerró el 29 de junio de 2012 luego de varios incidentes.
El 1 de agosto de 2015, Fujimoto dio a luz al segundo hijo de la pareja, una niña.

## Sencillos
- Aenai Nagai Nichiyoubi (13/03/2002)
- Sotto Kuchidukete Gyutto Dakishimete (12/06/2002)
- Romantic Ukare Mode (04/09/2002)
- Boyfriend (07/11/2002)
- Boogie Train 03 (05/02/2003)
- Oki Tegami (23/04/2008)

### Álbumes
- Miki 01 (26/02/2003)

## Bandas que ha integrado en el Hello!Project

### Grupos
- Gomattou (2002)
- Morning Musume (2003 - 2007)
- Country Musume (2003 - 2005)
- GAM (2006 - 2009)

### Subgrupos
- Morning Musume Otome Gumi (2003-2004)

### Grupos Shuffle o mixtos
- Odoru 11 (2002)
- 11 WATER (2003)
- H.P All Stars (2004)
- Sexy Otonajan (2005)